# قايدو راتو
قايدو راتو (بالإسبانية: Guido Ratto)‏ هو لاعب كرة قدم أرجنتيني، ولد في 8 يونيو 1999 في بوينس آيرس في الأرجنتين. لعب مع نادي سلافيا-موزير.

## وصلات خارجية
- قايدو راتو على موقع قاعدة بيانات كرة القدم.إي يو (الإنجليزية)
- قايدو راتو على موقع Soccerway.com (الإنجليزية)
- قايدو راتو على موقع عالم كرة القدم.نت (الإنجليزية)